# Zygophyllaceae
Famille
Classification APG III (2009)
La famille des Zygophyllacées regroupe des plantes dicotylédones ; elle comprend 235 espèces réparties en une trentaine de genres.
Ce sont des arbres, des arbustes ou des plantes herbacées des régions tempérées à tropicales, largement répandues dans les régions tropicales, souvent dans les zones arides.
Le genre Guaiacum fournit le gaïac, un bois très dur et dense.
En classification phylogénétique APG II (2003), les Zygophyllacées sont maintenant directement rattachées aux Fabidées. Aussi, il faut rajouter le genre Balanites (et quelques autres provenant de la famille des Balanitacées). Le genre Krameria peut être inclus dans les Zygophyllacées ou, optionnellement, peut être élevé à la famille des Krameriacées.
Le Angiosperm Phylogeny Website [3 oct 2006] accepte 285 espèces réparties en 26 genres. Il place cette famille dans l'ordre Zygophyllales, choix confirmé par classification phylogénétique APG III (2009).

## Étymologie
Le nom a été créé en 1814 par le botaniste écossais Robert Brown à partir du nom de genre Zygophyllum, lui-même composé à partir de zygo- (joindre, unir) et -phylle (feuille) à cause du caractère symétrique des folioles de ces plantes.

## Liste des genres
Selon NCBI (4 mai 2010) :
- sous-famille Larreoideae
  - genre Bulnesia
  - genre Guaiacum
  - genre Larrea
  - genre Pintoa
  - genre Plectrocarpa
  - genre Porlieria
- sous-famille Morkillioideae
  - genre Morkillia
  - genre Sericodes
  - genre Viscainoa
- sous-famille Seetzenioideae
  - genre Seetzenia
- sous-famille Tribuloideae
  - genre Balanites
  - genre Kallstroemia
  - genre Kelleronia
  - genre Neoluederitzia
  - genre Sisyndite
  - genre Tribulopis
  - genre Tribulus
- sous-famille Zygophylloideae
  - genre Augea
  - genre Fagonia
  - genre Melocarpum
  - genre Tetraena
  - genre Zygophyllum

Selon DELTA Angio (4 mai 2010) :
- genre Augea
- genre Bulnesia
- genre Fagonia
- genre Guaiacum
- genre Halimiphyllum
- genre Izozogia
- genre Kallstroemia
- genre Kelleronia
- genre Larrea
- genre Metharme
- genre Miltianthus
- genre Morkillia
- genre Neoluederitzia
- genre Pintoa
- genre Plectrocarpa
- genre Porlieria
- genre Roepera
- genre Sarcozygium
- genre Seetzenia
- genre Sericodes
- genre Sisyndite
- genre Tetradiclis
- genre Nitrariaceae
- genre Tetraena
- genre Tribulopis
- genre Tribulus
- genre Viscainoa
- genre Zygophyllum

Selon ITIS (4 mai 2010) :
- genre Balanites  Del.
- genre Bulnesia  C. Gay
- genre Fagonia  L.
- genre Guaiacum  L.
- genre Guajacum  L.
- genre Kallstroemia  Scop.
- genre Larrea  Cav.
- genre Peganum  L.
- genre Tribulus  L.
- genre Zygophyllum  L.